# Chema Fombona
José María García Norniella, conocido artísticamente como Chema Fombona (Noreña, Asturias, España; 1969-Oviedo, España; 16 de diciembre de 2015) fue un polifacético músico, profesor y productor discográfico. Considerado entre los mejores percusionistas de la historia de la escena asturiana, participó en multitud de proyectos musicales y de muy diversos estilos, ya fuera por vocación, por amistad o por mero compromiso profesional.
Falleció el día 16 de diciembre de 2015 en el Conservatorio Profesional de Oviedo, donde ejercía  la docencia como profesor de percusión. Allí, en recuerdo suyo y homenaje a su trayectoria, ha sido bautizada con su nombre una de las aulas de en las que él mismo había trabajado.

## Biografía
Con una vocación que se puede considerar innata, creció en una familia de gran arraigo musical que alentó y propició su desarrollo personal y profesional dentro este arte. Sexto hijo y benjamín del matrimonio formado por María Teresa Norniella Ordóñez y Florentino García Fombona de quien heredó su apellido artístico. Su padre, Tino Fombona, fue uno de los cantantes asturianos que mayor fama cosechó desde mediados del pasado siglo XX.
Chema comenzó en el Conservatorio de Avilés sus estudios musicales con el profesor Julio Sánchez-Andrade quien en los últimos años sería su compañero de trabajo como docente en Oviedo.
Inició su andadura como músico profesional siendo apenas un adolescente, colaborando junto con su hermano Tino en la orquesta de su padre. Poco después, con 19 años, tras algunas otras experiencias musicales, entró a formar parte del grupo Dona Kebab, junto a esos amigos que serían sus compañeros durante toda su vida: Simon Brown, Abel Martínez y Álex Coloma. Al año siguiente, en 1989 lograrían ganar el concurso «Interbarrios» y grabar un EP.
Posteriormente se trasladó a Hannover, en Alemania, donde siguió trabajando en multitud de proyectos musicales, actuaciones y producciones y se tituló como profesor de batería en el año 1998 en la «Hochschule für Musik und Theater» de esa ciudad. Continuó después estudios en la «Universidad de Bellas Artes de Bremen», en ese mismo país, graduándose en la especialidad de timbales y percusión en el año 2001.
Entre los años 2001 y 2003 trabajó para la Fundación Yehudi Menuhin, como artista  en proyectos musicales encaminados a hacer trabajar conjuntamente a niñas y niños que sufrían serios problemas de adaptación, en tres colegios de Osnabrück, llegando a realizar, producir, grabar y editar con ellos un musical llamado «Wem gehört der Regenwald» de Andreas Ottmer. Compaginó esta actividad  con su trabajo como profesor de Percusión en la «Kreismusikschule Osnabrück e.V.». Durante su estancia en Alemania nació su hija Marina García Unger.
Volvió en 2003 a Noreña, junto a sus padres, retomando su actividad como instrumentista en multitud de agrupaciones, acompañando a artistas de la talla de Vaudí Archivado el 14 de enero de 2019 en Wayback Machine. e Isaac Turienzo y formando parte además, de otros proyectos musicales tales como «Logical Dream» (tributo a Supertramp), siendo requerido además como instrumentista para la gira de artistas y grupos muy importantes del panorama musical asturiano, Pipo Prendes, Danny Daniel«Los Berrones» y «Los Linces»,  entre ellos. En estos dos últimos, formando equipo junto al gran guitarrista asturiano Julio Gilsanz. El 10 de octubre de 2015 contrajo matrimonio con Ana Fe Sordo Galguera.
A partir de 2011 y hasta su fallecimiento, fue docente en el Conservatorio Profesional de Música y Danza de Gijón y también trabajó como profesor de Percusión, Música de Cámara y Repertorio Orquestal en el Conservatorio Superior de Música Eduardo Martínez Torner de Oviedo y ejerció como profesor de Percusión en el Conservatorio Profesional de música de esta misma ciudad. 
Fue también docente, miembro y directivo de la Banda de Música de Noreña, con cuyo director, John Falcone también colaboraba en el proyecto «Improvise».
Por iniciativa de la «Banda de Gaites de Noreña», de la cual Chema también formó parte como instrumentista y profesor, se ha propuesto la creación de una asociación que se encargará de organizar un festival en su homenaje, en el que esperan involucrar a un gran número de colaboradores, que ayude a perdurar en el tiempo el nombre y el recuerdo de Chema Fombona.